# بچه‌های خیابان (فیلم)
بچه‌های خیابان (به ایتالیایی: Scugnizzi) نام فیلمی درام/موزیکال با تم اجتماعی است که توسط نانی لوی کارگردانی شده‌است. این فیلم محصول سال ۱۹۸۹ کشور ایتالیا است.
این فیلم جز اولین فیلم‌هایی است که در کلاسهای بازیگری و تئاتر پیشنهاد می‌شود.